# 바이오니클 4 - 전설의 부활
바이오니클 4 - 전설의 부활(Bionicle: The Legend Reborn)은 미국에서 제작된 마크 밸도 감독의 2009년 애니메이션, 액션, 모험, SF 영화이다. 디 브래들리 베이커 등이 주연으로 출연하였고 크리스티 스캔랜 등이 제작에 참여하였다.

## 출연

### 주연
- 디 브래들리 베이커
- 제프 베넷

### 조연
- 짐 커밍스
- 마이클 돈
- 마크 패밀리에티
- 데이빗 레이슈어
- 아민 쉬머만
- 말라 소콜로프
- 프레드 타타시오르
- 제임스 아놀드 테일러

## 제작진
- Line PD: 데니스 에드워즈
- 배역: 헤이디 클레인